# Senior League Baseball World Series
Die Senior League Baseball World Series sind ein internationales Baseballturnier für Knaben zwischen 13 und 16 Jahren. Das erste Turnier wurde 1961 durchgeführte. Nach wechselnden Austragungsorten findet das Turnier seit 2002 in Bangor (Maine) statt.
Anfangs spielten nur vier Teams aus den Vereinigten Staaten mit, allmählich kamen immer mehr internationale Mannschaften dazu. Heute spielen zehn Teams um den Titel.

## Qualifikation
Die Qualifikationsturnier zu den Senior League World Series finden meist Anfang Sommer überall auf der Welt statt. Die jeweiligen Modi unterscheiden sich von Region zu Region.
So setzen sich die Qualifikationsregionen der Vereinigten Staaten zusammen:
- Region Ost
- Region Südost
- Region Südwest
- Region West
- Region Zentral

Auf internationaler Ebene setzen sich die Regionen folgendermaßen zusammen:
- Region Asien-Pazifik
- Region Europa und Afrika
- Region Kanada
- Region Lateinamerika

Im Jahre 2002 spaltete sich die Region Südwest von der Region Süd ab. Diese wurde erst 2009 in Südost umbenannt.

## Spielstätte
Das Turnier wird im Shawn T. Mansfield Stadium in Bangor (Maine) ausgetragen. Der Park beheimatet neben den Baseballfeldern auch Fußballplätze, Swimmingpools, Historische Gebäude und weitere Möglichkeiten für Freizeitbetätigungen.

## Finalspiele
In den Austragungen kam es zu folgenden Endspielen:
| Jahr | Sieger              | Ergebnis | Verlierer               |
| ---- | ------------------- | -------- | ----------------------- |
| 1961 | Ost Natrona Heights | 8–1      | Ost Sylva               |
| 1962 | Ost West Hempstead  | 8–2      | West La Habra           |
| 1963 | Mexiko Monterrey    | 9–3      | West Downey             |
| 1964 | Ost Massapequa      | 2–1      | Süd Brenham             |
| 1965 | Mexiko Monterrey    | 5–0      | Süd El Campo            |
| 1966 | Ost East Rochester  | 4–2      | West La Habra           |
| 1967 | Ost Westbury        | 11–3     | Zentral West Des Moines |
| 1968 | Ost New Hyde Park   | 6–3      | Süd West Tampa          |
| 1969 | West Sacramento     | 9–1      | Zentral Gary            |
| 1970 | Süd West Tampa      | 2–1      | Ost Throgs Neck         |

| Jahr | Sieger                 | Ergebnis  | Verlierer       |
| ---- | ---------------------- | --------- | --------------- |
| 1971 | West La Habra          | 1–0       | Süd Richmond    |
| 1972 | Ferner Osten Pingtung  | 9–0       | West Oxnard     |
| 1973 | Ferner Osten Taipeh    | 4–0       | Ost Oxon Hill   |
| 1974 | Ferner Osten Pingtung  | 5–1       | Süd Charlotte   |
| 1975 | Ferner Osten Pingtung  | 5–0       | Zentral Chicago |
| 1976 | Ferner Osten Pingtung  | 12–5 14–5 | West Aiea       |
| 1977 | Ferner Osten Hua Hsing | 5–1       | Süd Orlando     |
| 1978 | Ferner Osten Jong Kung | 3–2       | Zentral Burbank |
| 1979 | Ferner Osten Tung Feng | 4–3 5–0   | Süd Tampa       |
| 1980 | Ferner Osten Pingtung  | 12–4      | West Kaneohe    |

| Jahr | Sieger                | Ergebnis | Verlierer                |
| ---- | --------------------- | -------- | ------------------------ |
| 1981 | Ost Georgetown        | 15–4     | West San Ramon           |
| 1982 | West Santa Barbara    | 11–4     | Süd Orange Park          |
| 1983 | Ferner Osten Pingtung | 6–4      | Lateinamerika Willemstad |
| 1984 | Süd Altamonte Springs | 10–7     | Ferner Osten Pingtung    |
| 1985 | Ferner Osten Pingtung | 3–2      | Lateinamerika Willemstad |
| 1986 | Ferner Osten Taipeh   | 5–3      | Süd Brenham              |
| 1987 | Zentral Athens        | 3–2 12–4 | Süd Tampa                |
| 1988 | Ferner Osten Taipeh   | 10–4     | Lateinamerika Maracaibo  |
| 1989 | Ferner Osten Pingtung | 2–1 5–3  | Kanada Surrey            |
| 1990 | Ferner Osten Pingtung | 8–0      | West San Ramon           |

| Jahr | Sieger                      | Ergebnis  | Verlierer                   |
| ---- | --------------------------- | --------- | --------------------------- |
| 1991 | Ferner Osten Pingtung       | 2–1 8–3   | West Pearl City             |
| 1992 | Ferner Osten Pingtung       | 1–6 8–1   | Lateinamerika Santo Domingo |
| 1993 | Lateinamerika La Vega       | 3–1 7–3   | Ferner Osten Taipeh         |
| 1994 | Süd Brandon                 | 13–5      | Zentral Michigan            |
| 1995 | Süd Dunedin                 | 3–2       | Zentral Clarksville         |
| 1996 | Lateinamerika Maracaibo     | 4–2       | West Thousand Oaks          |
| 1997 | Lateinamerika San Francisco | 10–13 3–0 | West Yucaipa                |
| 1998 | West Diamond Bar            | 9–6       | Gastgeber Conway            |
| 1999 | Gastgeber Conway            | 10–2      | Lateinamerika Maracaibo     |
| 2000 | Lateinamerika Panama-Stadt  | 4–2 9–7   | Süd Pinellas Park           |

| Jahr | Sieger                     | Ergebnis | Verlierer                |
| ---- | -------------------------- | -------- | ------------------------ |
| 2001 | Süd Palm Harbor            | 6–5      | Lateinamerika Maracaibo  |
| 2002 | Lateinamerika Willemstad   | 8–4      | Süd Boynton Beach        |
| 2003 | West Hilo                  | 16–8     | Süd Chesterfield         |
| 2004 | Ost Freehold Township      | 10–1     | West El Rio              |
| 2005 | Zentral Urbandale          | 7–2      | West Pearl City          |
| 2006 | Lateinamerika Falcón       | 4–2      | West Pearl City          |
| 2007 | Süd Cartersville           | 9–0      | Lateinamerika Falcón     |
| 2008 | Ost Upper Deerfield        | 10–8     | Lateinamerika Willemstad |
| 2009 | Südwest Houston            | 9–7      | West Fremont             |
| 2010 | Lateinamerika San Nicolaas | 8–1      | Gastgeber Bangor         |

| Jahr | Sieger                        | Ergebnis | Verlierer                |
| ---- | ----------------------------- | -------- | ------------------------ |
| 2011 | West Hilo                     | 11–1     | Südwest Palm Bay         |
| 2012 | Lateinamerika Guatemala-Stadt | 6–3      | West Lemon Grove         |
| 2013 | Lateinamerika Chitré          | 2–1      | Ost Kennett Square       |
| 2014 | Südwest Houston               | 7–4      | Lateinamerika Willemstad |
| 2015 | Südwest Houston               | 8–1      | Zentral Holmes County    |
| 2016 | Zentral Chicago               | 7-2      | Asien-Pazifik Melbourne  |
| 2017 | Lateinamerika Aguadulce       | 5-4      | Süd Coral Springs        |
| 2018 |                               |          |                          |
| 2019 |                               |          |                          |
| 2020 |                               |          |                          |

## Meisterschaften nach Staat
| Mannschaft              | Anzahl Meisterschaften | Zuletzt gewonnen |
| ----------------------- | ---------------------- | ---------------- |
| Chinesisch Taipeh       | 17                     | 1992             |
| Florida                 | 6                      | 2001             |
| New York                | 5                      | 1968             |
| Kalifornien             | 4                      | 1998             |
| Venezuela               | 3                      | 2006             |
| Texas                   | 3                      | 2015             |
| Panama                  | 3                      | 2017             |
| Mexiko                  | 2                      | 1965             |
| New Jersey              | 2                      | 2008             |
| Hawaii                  | 2                      | 2011             |
| Pennsylvania            | 1                      | 1961             |
| Delaware                | 1                      | 1981             |
| Ohio                    | 1                      | 1987             |
| Dominikanische Republik | 1                      | 1993             |
| / Curaçao               | 1                      | 2002             |
| Iowa                    | 1                      | 2005             |
| Georgia                 | 1                      | 2007             |
| Aruba                   | 1                      | 2010             |
| Guatemala               | 1                      | 2012             |
| Illinois                | 1                      | 2016             |